# Pseudodiplospora andamanica
Pseudodiplospora andamanica là một loài thực vật có hoa trong họ Thiến thảo. Loài này được (N.P.Balakr. & N.G.Nair) Deb mô tả khoa học đầu tiên năm 2001.